# ღ
Ghani (asomtavruli Ⴖ, nuskuri ⴖ, mkhedruli ღ, mtavruli Ღ) là chữ cái thứ 26 trong bảng chữ cái Gruzia.
Trong hệ thống chữ số Gruzia, ღ có giá trị là 700.
ღ thường đại diện cho âm xát vòm mềm hữu thanh Lỗi Lua trong Mô_đun:IPA tại dòng 52: invalid option '%T' to 'format'..

## Chữ cái
| asomtavruli | nuskuri | mkhedruli |
| ----------- | ------- | --------- |
|             |         |           |

## Mã hóa máy tính
| asomtavruli | nuskuri | mkhedruli |
| ----------- | ------- | --------- |
| U+10B6      | U+2D16  | U+10E6    |

## Chữ nổi
| mkhedruli |
| --------- |
|           |